# 78118 Bharat
78118 Bharat è un asteroide della fascia principale. Scoperto nel 2002, presenta un'orbita caratterizzata da un semiasse maggiore pari a 2,5992050 UA e da un'eccentricità di 0,1890431, inclinata di 16,81604° rispetto all'eclittica.
L'asteroide è dedicata all'India tramite l'antico endonimo.